# Meschduretschje (Kaliningrad, Tschernjachowsk)
Meschduretschje (russisch Междуречье; deutsch Norkitten; litauisch Narkyčiai) ist ein Ort in der russischen Oblast Kaliningrad. Er gehört zur kommunalen Selbstverwaltungseinheit Stadtkreis Tschernjachowsk im Rajon Tschernjachowsk. Der einstige eingebundene Wohnplatz Bahnhof Norkitten ist heute eine gesonderte Siedlung mit der russischen Bezeichnung Meschduretschje (Schelesnodoroschnaja stanzija).

## Geographie
Meschduretschje liegt im zentralen Teil der Oblast  an der Mündung der Golubaja (Auxinne) in den Pregel nördlich des Waldgebietes Frunsenski les („Frunse-Wald“; früher Forst Astrawischken). Das Dorf liegt knapp 20 Kilometer westlich von Tschernjachowsk (Insterburg) und 70 Kilometer östlich von Kaliningrad (Königsberg).

## Geschichte
Im 18. Jahrhundert wurde Norkitten Hauptsitz der anhalt-dessauischen Güter, die Fürst Leopold I. von Anhalt-Dessau (der „Alte Dessauer“) hier zwischen 1721 und 1726 für etwa 14.000 Reichstaler erwarb, nachdem das Gebiet 1709 und 1710 durch die große Pest von 1708 bis 1714 mehr als die Hälfte aller Bewohner verloren hatte. Rechtlich war dieses Gebiet nicht Eigentum des Landes Anhalt, sondern Privatbesitz des Herzogshauses Anhalt und blieb dies bis zur Vertreibung und Enteignung im Jahre 1944/1945. Bis 1848 verfügte der Fürst von Anhalt-Dessau auch die Patrimonialgerichtsbarkeit im Herzoglich Anhalt-Dessauschen Justizamt Norkitten. 
Durch Kriegsereignisse hatte das Dorf mehrfach schwer zu leiden. Am 30. August 1757 kam es während des Siebenjährigen Krieges beim etwa sechs Kilometer südwestlich gelegenen, heute nicht mehr existierenden Dorf Groß Jägersdorf zur Schlacht bei Groß-Jägersdorf. Vom 11. Juni 1812 an durchzogen Truppen Napoléons auf ihrem Marsch nach Russland die dessauischen Güter in ihrer gesamten Längenausdehnung. Bei Norkitten als Etappenplatz wurden Lager aufgeschlagen, die Felder neben der Heerstraße zerfahren und die Wiesen vollständig abgehütet. In den Wäldern bauten die Truppen sich rücksichtslos Laubhütten und fällten planlos Bäume.
1860 wurde die Eisenbahnstrecke von Königsberg zur Grenze des Russischen Reiches bei Eydtkuhnen, Teil der Preußischen Ostbahn, an Norkitten vorbeigeführt und ein Bahnhof errichtet. Norkitten war Hauptort des gleichnamigen Amtsbezirks, hatte eine 1733 erbaute evangelische Kirche, mehrere Dampfmahl- und Sägemühlen sowie eine Oberförsterei. Die Einwohnerzahl stieg bis zum Beginn des Zweiten Weltkriegs kontinuierlich. 1885 hatte der Ort 376, 1933 1090 und 1939 1146 Einwohner. Bis 1945 gehörte  der Ort zum Landkreis Insterburg des ostpreußischen Regierungsbezirkes Gumbinnen (heute russisch: Gussew).
Am Beginn des Krieges gegen die Sowjetunion befand sich bei Norkitten ein Stützpunkt der Luftwaffe. Im Januar 1945 war der Ort stark umkämpft; eine Sprengung der Pregelbrücke gelang den deutschen Truppen nicht mehr. In der Nacht vom 21. zum 22. Januar 1945 wurde das Dorf von sowjetischen Truppen besetzt.
1947 erhielt das Dorf den russischen Namen Meschduretschje mit der Bedeutung zwischen den Flüssen. Nach der Flucht und Vertreibung der Deutschen aus dem Landstrich zog nur relativ wenig Bevölkerung nach. Aus den enteigneten Gütern um Norkitten entstand ein Sowchos (Staatsgut). Von 1947 bis 1961 war Meschduretschje Sitz eines Dorfsowjets im Rajon Tschernjachowsk. Danach gelangte der Ort in den Dorfsowjet Bereschkowski selski sowet. Von 2008 bis 2015 gehörte Meschduretschje zur Landgemeinde Swobodnenskoje selskoje posselenije und seither zum Stadtkreis Tschernjachowsk.

### Amtsbezirk Norkitten (1874–1945)
Am 11. März 1874 wurde Norkitten Amtsdorf und damit namensgebend für einen Amtsbezirk, der bis 1945 bestand und zum Kreis Insterburg im Regierungsbezirk Gumbinnen der preußischen Provinz Ostpreußen gehörte. Ihm waren als Landgemeinden (LG) und Gutsbezirke (GB) per 1. Januar 1908 zugeordnet:
| Name                      | Veränderter Name 1938–1946 | Russischer Name | Bemerkungen |
| ------------------------- | -------------------------- | --------------- | --- |
| Kutkehmen (GB)            | seit 1928: Pregelau        | Uschakowo       | 1928 in die LG Stablacken, Amtsbezirk Puschdorf, eingegliedert                                                     |
| Mangarben (LG)            |                            | Priwalowo       | 1928 in die LG Norkitten eingegliedert                                                                             |
| Norkitten (LG)            |                            | Meschduretschje | |
| Norkitten (GB)            |                            | Meschduretschje | 1928 in die LG Norkitten eingegliedert                                                                             |
| Paradeningken (GB)        | Paradefeld                 | Trjochdworka    | 1928 in die LG Wiepeningken (ab 1928: Staatshausen), Amtsbezirk Groß Bubainen (ab 1928: Waldhausen), eingegliedert |
| Schloßberg (GB)           |                            | Botschagi       | 1928 in die LG Norkitten eingegliedert                                                                             |
| Woynothen (GB)            | Kleinnorkitten             | Schljusnoje     | 1928 in die LG Norkitten eingegliedert                                                                             |
| ab 1. Jan. 1939 außerdem: |                            |                 | |
| Schönwiese                |                            | Poddubnoje      | bis 1939 zum Amtsbezirk Saalau zugehörig                                                                           |
| Siemohnen                 |                            | Sirenewka       | bis 1939 zum Amtsbezirk Saalau zugehörig                                                                           |

Am 1. Januar 1945 bildeten nach den mannigfachen Umstrukturierungen noch drei Gemeinden den Amtsbezirk Norkitten: Norkitten, Schönwiese und Siemohnen.

### Meschduretschenski selski sowet 1947–1961
Der Dorfsowjet Meschduretschenski selski sowet (ru. Междуреченский сельский Совет) wurde im Juni 1947 eingerichtet. Im Jahr 1961 wurde der Dorfsowjet wieder aufgelöst und (offenbar) an den Bereschkowski selski sowet angeschlossen.
| Ortsname                     | Name bis 1947/50                                                    | Jahr der Umbenennung |
| ---------------------------- | ------------------------------------------------------------------- | -------------------- |
| Balaschewskoje (Балашевское) | Reichenhof                                                          | 1950                 |
| Iswilino (Извилино)          | Daupelken, Ksp. Norkitten, und Uderballen, 1938–1945: „Otterwangen“ | 1950                 |
| Kijewskoje (Киевское)        | Albrechtsthal und Klein Jägersdorf, 1938–1945: „Jägertal“           | 1950                 |
| Meschduretschje (Междуречье) | Norkitten                                                           | 1947                 |
| Motornoje (Моторное)         | Groß Jägersdorf und Metschullen, 1938–1945: „Lehwald“               | 1950                 |
| Poljanino (Полянино)         | Pfeiffershöhe                                                       | 1950                 |
| Puschkarjowo (Пушкарёво)     | Puschdorf                                                           | 1947                 |
| Schljusnoje (Шлюзное)        | Woynothen, 1938–1945: „Kleinnorkitten“                              | 1950                 |
| Swetajewka (Светаевка)       | Groß Eschenbruch                                                    | 1950                 |
| Uralskoje (Уральское)        | Almenhausen                                                         | 1950                 |
| Uschakowo (Ушаково)          | Kutkehmen und Stablacken, Ksp. Puschdorf, seit 1928: Pregelau       | 1950                 |
| Winogradnoje (Виноградное)   | Stutterei                                                           | 1950                 |
| Woronowo (Вороново)          | Uszbundzen und Worpillen, zusammen seit 1928: Eichenstern           | 1950                 |

## Kirche

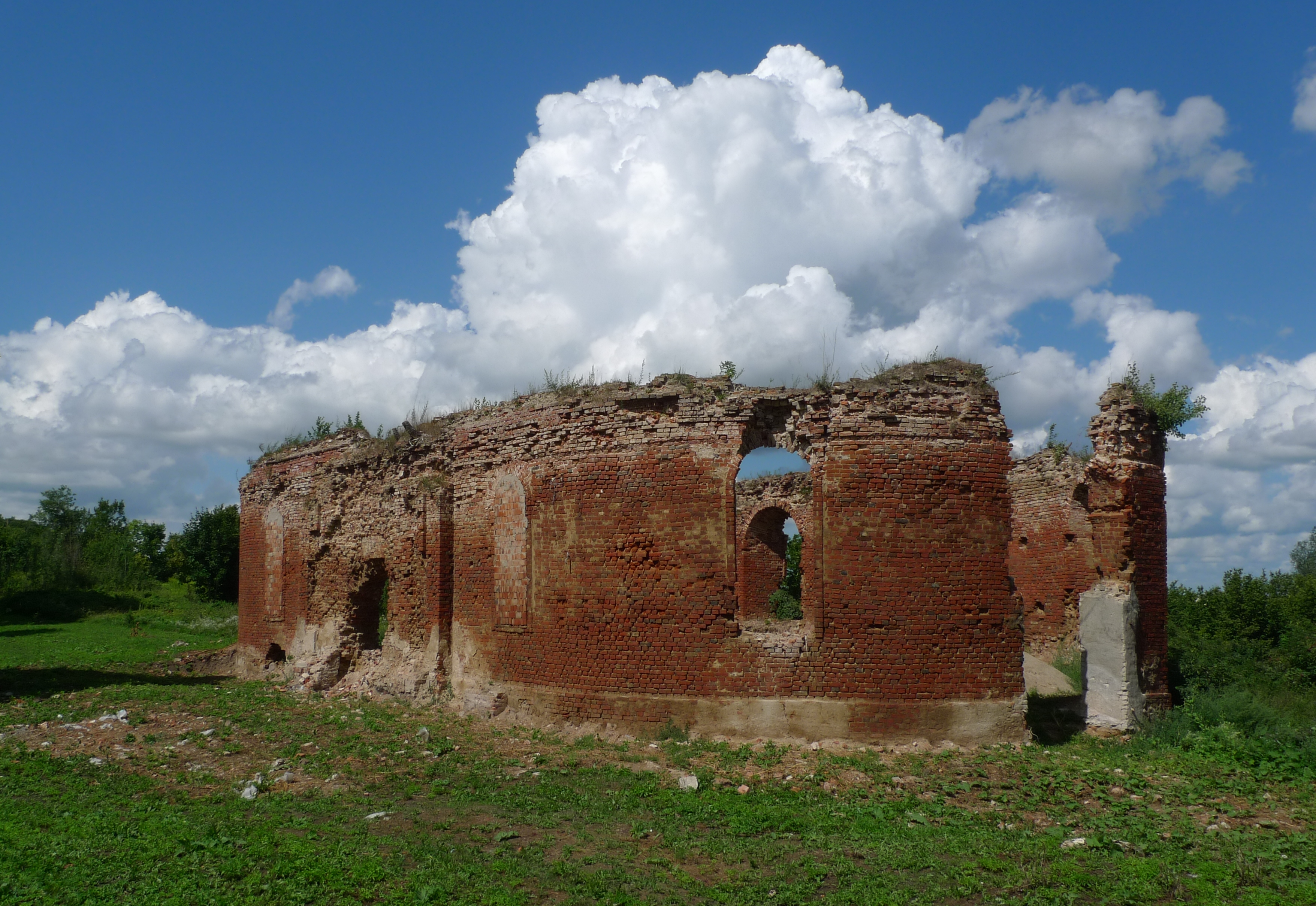
Ruine der Norkittener Kirche

### Kirchengebäude
Bald nach der Reformation entstand in Norkitten ein evangelisches Kirchengebäude. 1730 stürzte bei einem Starkgewitter der Turm auf das Kirchenschiff und zerstörte die Kirche. Zwischen 1731 und 1833 ließ Fürst Leopold Maximilian von Anhalt-Dessau in Norkitten eine neue Kirche errichten, die nach dem Vorbild der Georgenkirche in Dessau einen oval-länglichen Grundriss hatte. Das Backsteingebäude ist heute nur noch als Ruine zu sehen. Es wurde im Zweiten Weltkrieg beschädigt und danach dem Verfall preisgegeben.

### Kirchengemeinde
Seit der Reformation ist Norkitten ein Kirchdorf mit überwiegend evangelischer Bevölkerung. 1925 umfasste das Kirchspiel 24 Orte, in denen 4.200 Gemeindeglieder lebten. Die Kirche Norkitten gehörte bis 1945 zum Kirchenkreis Insterburg in der Kirchenprovinz Ostpreußen der Kirche der Altpreußischen Union. Bis 1945 amtierten hier 24 lutherische Geistliche.
In Meschduretschje ist in den 1990er Jahren eine neue evangelisch-lutherische Gemeinde entstanden. Sie ist eine Filialgemeinde der Kirchenregion Tschernjachowsk (Insterburg) in der Propstei Kaliningrad der Evangelisch-lutherischen Kirche Europäisches Russland.

## Sehenswürdigkeiten
In Meschduretschje steht ein Obelisk zur Erinnerung an den unter hohen Verlusten errungenen russischen Sieg in der Schlacht bei Groß-Jägersdorf während des Siebenjährigen Krieges 1757. Das ehemalige fürstlich-anhaltische Schloss von Norkitten ist heute ebenso wie die Dorfkirche eine Ruine.

## Infrastruktur
Meschduretschje liegt an der heute breitspurigen (1520 mm) Eisenbahnstrecke (Moskau–Vilnius–)Nesterow–Kaliningrad (Streckenkilometer 1215 ab Moskau). Der Bahnhof befindet sich etwa zwei Kilometer östlich des Dorfes.
Durch das Dorf führt die Fernstraße A229 Nesterow–Kaliningrad, Teil der Europastraße 28, der früheren Reichsstraße 1.

## Söhne und Töchter (Auswahl)
- Christian Walther (1655–1717), lutherischer Theologe und Hochschullehrer
- Carl August Jordan (1793–1871), evangelischer Pfarrer und Politiker
- Hansheinrich Trunz (1908–1994), Journalist und Kulturhistoriker